# Papenhulst

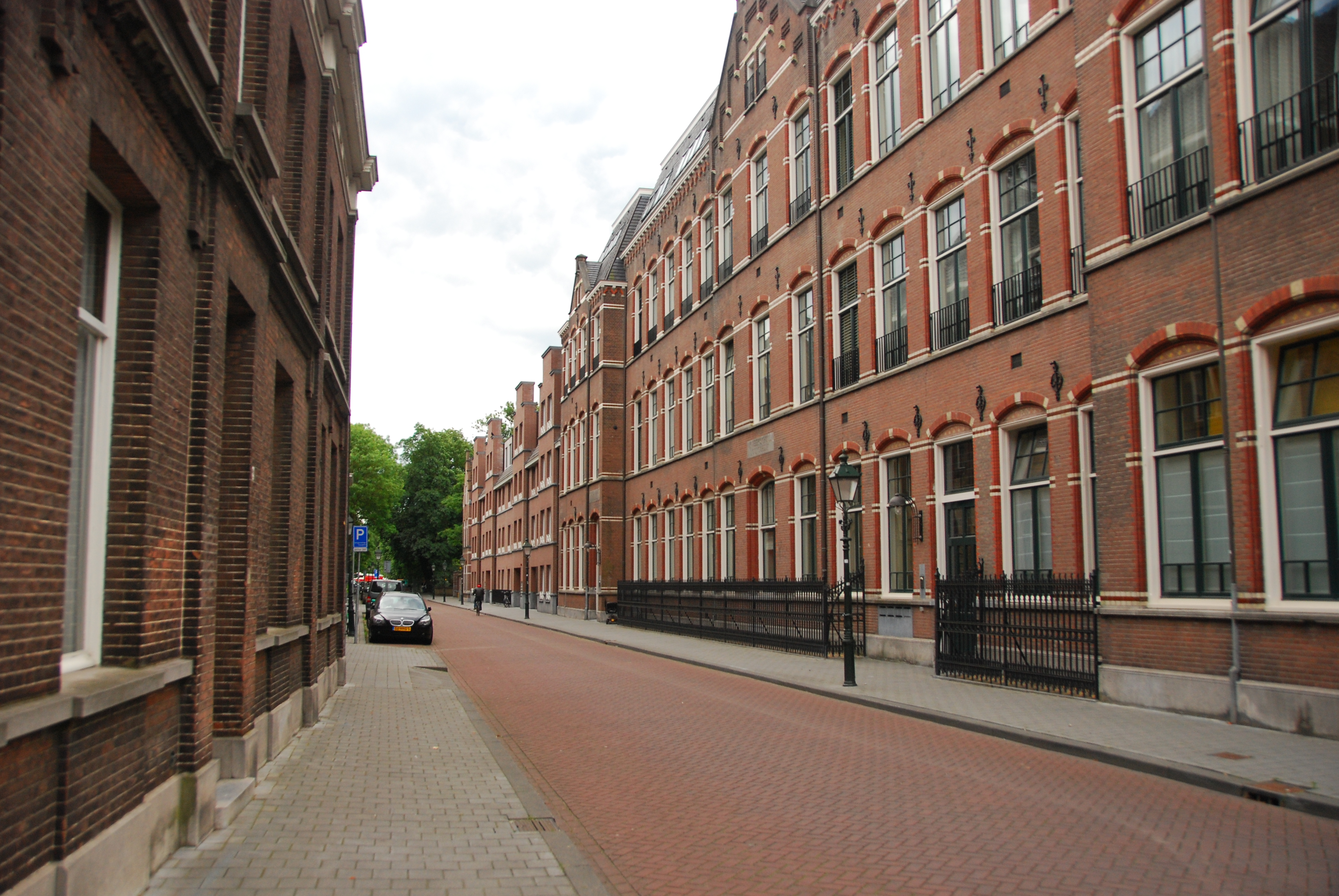
Papenhulst gezien in zuidelijke richting

De Papenhulst is een straat in de binnenstad van 's-Hertogenbosch. Ten tijde van het Beleg van 's-Hertogenbosch heette de straat de Wevershulst. In de straat waren vele kanunniken en andere geestelijken gehuisvest. De straat kreeg al snel de bijnaam Papenhulst. Later is deze naam de officiële naam geworden.
Na de inname van 's-Hertogenbosch moesten de katholieke geestelijken de stad verlaten. Toen in 1823 bij Koninklijk Besluit de kerken door koning Willem I der Nederlanden werden teruggegeven, duurde het toch nog tot de twintigste eeuw voor de geestelijken terugkwamen naar de Papenhulst. Later zouden de Fraters van Tilburg er een klooster bouwen. Sedert 1986 is hier het seminarie 'Sint Janscentrum' gevestigd. 
De Hospitaalbroeders van Sint-Johannes de Deo bouwen een ziekenhuis, dat vernoemd zou worden naar Johannes de Deo. 
Aan de overkant is het kloostercomplex van de Zusters van de Choorstraat gelegen. In 1820 gestart aan Choorstraat, maar begin twintigste eeuw breidde het geleidelijk uit tot aan bijna de volle lengte van de Papenhulst. Op de hoek Papenhulst-Choorstraat kwam in 1908 een internaat en onderwijsinstelling. Tot de jaren '90 zat hier de Pedagogische Academie. In het jaar 2000 werd het complex met uitzondering van de kapel gesloopt, maar de gevel bleef overeind. Hierachter bevinden zich luxe appartementen.
In 1853 werd ook een stenen schouwburg gebouwd in de Papenhulst. Hier zou de Sociëteit Casino zich huisvesten. Toen bleek dat dit bouwwerk in de twintigste eeuw te klein werd, verhuisde de sociëteit naar een groter pand aan de Parade, het Theater aan de Parade.